# مایکل کریز
مایکل کریز (انگلیسی: Michael Craze؛ ۲۹ نوامبر ۱۹۴۲ – ۸ دسامبر ۱۹۹۸) یک هنرپیشه اهل بریتانیا بود. 
از فیلم‌ها یا برنامه‌های تلویزیونی که وی در آن نقش داشته است می‌توان به ترس اشاره کرد.